# (13009) Voloshchuk
(13009) Voloshchuk est un astéroïde de la ceinture principale.

## Description
(13009) Voloshchuk est un astéroïde de la ceinture principale. Il fut découvert le 13 août 1985 à Naoutchnyï par Nikolaï Tchernykh. Il présente une orbite caractérisée par un demi-grand axe de 2,59 UA, une excentricité de 0,20 et une inclinaison de 14,1° par rapport à l'écliptique.

## Compléments